# Forces libanaises – Commandement Exécutif
Les Forces Libanaises – Commandement Exécutif (arabe : القوات اللبنانية - القيادة التنفيذية | Al-Quwwat al-Lubnaniyya – Al-Qiyada Al-Tanfeethiyya ), était un groupe dissident des Forces Libanaises dirigé par Elie Hobeika, basé dans la ville de Zahlé dans la vallée de la Bekaa à la fin des années 1980. Elle a été initialement fondée en janvier 1986 sous le titre Forces libanaises – Soulèvement (arabe : القوات اللبنانية - الانتفاضة | Al-Quwwat al-Lubnaniyya – Intifada ), mais a ensuite changé de désignation.

## Origines
Les Forces Libanaises - Soulèvement ont été formé par Hobeika à Zahlé à partir de ses partisans des FL, qui ont cherché refuge dans la Bekaa sous contrôle syrien après avoir été chassés de l'est de Beyrouth en janvier 1986 par la faction des Forces libanaises dirigée par Samir Geagea,. Rebaptisés Forces Libanaises – Commandement Exécutif plus tard cette année-là et financés par la Syrie, Hobeika et ses hommes n'ont eu que peu ou pas de soutien de la part des citoyens gréco-catholiques de Zahlé, qui ont préféré apporter leur soutien au courant dominant libanais militaires et plus tard, au gouvernement militaire intérimaire du général Michel Aoun.

## Structure et organisation
Comptant initialement seulement 600 à 700 combattants, le LFCE à la fin des années 1980 a aligné quelque 1 000 miliciens (bien qu'une autre source indique un nombre plus élevé, environ 2 000) pour la plupart des Maronites , dont 300 opéraient à l'ouest de Beyrouth tandis que le reste étaient gardés en réserve à Zahlé . Hormis quelques techniciens armés de mitrailleuses lourdes , de fusils sans recul et de canons automatiques anti-aériens , la milice ne disposait pas de véhicules blindés ni d'artillerie propre mais s'appuyait généralement sur la 82e brigade blindée de l'armée syrienne stationnée à la Bekaa pour les blindés et les armes.

## Le LFCE dans la guerre civile libanaise 1986-1990
Pendant la guerre de libération de 1989-1990, ils ont combattu aux côtés de l'Armée populaire de libération (PSP/APL) du Parti socialiste progressiste druze et des milices palestiniennes pro-syriennes contre les troupes du général Michel Aoun lors de la deuxième bataille de Souk El Gharb,. Ils ont ensuite aidé les miliciens du Parti social nationaliste syrien et les troupes syriennes à prendre le QG d'Aoun à Baabda le 13 octobre 1990, où ils ont combattu avec succès la 5e brigade d'infanterie aouniste qui le défendait.